# 吕尼莱沙罗勒
吕尼莱沙罗勒（法語：Lugny-lès-Charolles，法語發音：[lyɲi lɛ ʃaʁɔl]，意为“沙罗勒附近的吕尼”）是法国索恩-卢瓦尔省的一个市镇，属于沙罗勒区。

## 地理
吕尼莱沙罗勒（46°24'39"N, 4°12'42"E）面积16.72 平方千米，位于法国勃艮第-弗朗什-孔泰大區索恩-卢瓦尔省，该省份为法国中部省份，北起顺时针与科多尔省、汝拉省、安省、罗讷省、卢瓦尔省、阿列省和涅夫勒省接壤。
与吕尼莱沙罗勒接壤的市镇（或旧市镇、城区）包括：尚普莱西、尚日、欧特丰、诺希兹、圣于连德锡夫里。

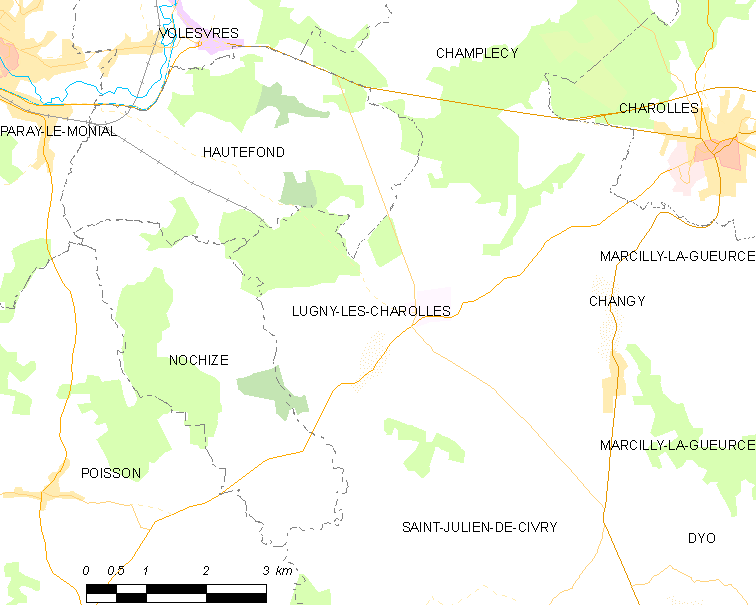
吕尼莱沙罗勒的OSM定位图

吕尼莱沙罗勒的时区为UTC+01:00、UTC+02:00（夏令时）。

## 行政
吕尼莱沙罗勒的邮政编码为71120，INSEE市镇编码为71268。

## 政治
吕尼莱沙罗勒所属的省级选区为沙罗勒县。

## 人口

1962-2008年间吕尼莱沙罗勒人口变化图示

吕尼莱沙罗勒于2022年1月1日时的人口数量为324人。